# Mashco-Piro
Les Mashco-Piro sont un peuple amazonien. Semi-nomades, ils vivent dans le Parc national de Manú sur le territoire du Pérou. Leur nombre est difficile à évaluer.

## Noms
En langue Yine, « Mashco Piro » signifie « sauvage » et est le nom donné par les populations sédentaires amazoniennes du Pérou à cette population isolée et refusant le contact.
Dans le cadre de leurs rares échanges verbaux, les Yine du Pérou les appellent « Nomole » pour « frères », ayant une langue proche.

## Historique
Vivant dans la forêt dense, les Mashco-Piro se sont isolés des autres peuples depuis les massacres et asservissements consécutifs à la fièvre du caoutchouc fin XIXe-début XXe siècle.
Ils parlent une langue proche des Yine, peuple présent au Pérou, et des Manchineru de l'État brésilien d'Acre. Ce sont parmi ces deux peuples amazoniens que les autorités ont les principaux témoignages et contacts distants avec les Mashco-Piro.
L'étude scientifique de leur présence est réalisée en 1999 : l'anthropologue Beatriz Huertas enquête sur les peuples isolés, non contactés dans l'Amazonie péruvienne. Dans un village Yine nommé Monte Salvado, les habitants témoignent qu'en été des Mashco-Piro s'approchent de la rivière Las Piedras pour se rafraîchir et prendre des bananes dans les champs cultivés ; des pêcheurs les ont également aperçus le long de la rivière Tahuamanu. Poursuivant vers le nord, perpendiculairement à ses deux cours d'eau, Huertas relève également des traces, outils et témoignages dans l'Acre, au Brésil. Elle remet un rapport sur les Mashco-Piro et la nécessité d'établir une zone de protection à la Federación Nativa del Río Madre de Dios y Afluentes (FENAMAD).
Ainsi, depuis le début des années 2000, les Mashco-Piro sont menacés par l'extension de l'exploitation forestière, le passage de trafiquants de drogue et l'exploitation pétrolière, et leurs relations sont difficiles avec les villages voisins de leurs territoires ; ces derniers et les autorités locales souhaitant profiter de l'extraction des ressources naturelles pour leur développement. De plus, le changement climatique global perturbe leurs habitudes saisonnières par des pluies et des sècheresses plus importantes, les poussant à se rapprocher des villages.
Dans les années 2020, les agents de la FENAMAD constate une évolution dans la circulation à découvert des Mashco-Piro : désormais, seuls les hommes et les garçons adolescents vont jusqu'aux bords des rivières à vue des étrangers. Les membres plus vulnérables (femmes, personnes âgées et jeunes enfants) sont cachés en cas de contacts avec des bûcherons.
En juillet 2024, des membres de la tribu Mashco Piro sont filmés par l'ONG Survival International en train de chercher de la nourriture à quelques kilomètres de zones qui vont être déforestées,. 
En juillet 2025, le guide Yine travaillant pour la FENAMAD, Romel Ponciano, rapporte des paroles de membres de cette tribu sur leur incompréhension de la coupe des arbres, et qu'ils en ont déduit que la majorité des habitants extérieurs à leur communauté sont « méchants », justifiant leur refus du contact. Par ses observations pour la FENAMAD, Ponciano estime la population Mashco-Piro en forte croissance au milieu des années 2020, témoignant que les groupes aperçus sont allés jusqu'à deux cents personnes.

## Protection
Le rapport remis à la FENAMAD par Beatriz Huertas en 2001 conduit le Pérou à créer une aire de protection pour cette population de huit cent mille hectares en amont des rivières Las Piedras et Tahuamanu, mais de nombreuses concessions d'exploitation forestières y sont ensuite accordées sur la majorité de la surface.
En 2006, une loi crée la réserve Madre de Dios, de même superficie et en aval de la précédente, dont Monte Salvado est au débouché fluvial. L'activité économique est censé y être plus strictement encadrée et les Mashco-Piro mieux protégés. Une extension à 240 000 hectares est votée en 2016, mais jamais réalisée au profit de l'exploitation forestière.
Cette situation entraîne des conflits. Entre 2016 et 2024, le ministère péruvien de la Culture en charge des peuples isolés a recensé 81 preuves de la présence des Mashco-Piro dans et autour de la réserve Madre de Dios. Quatre d'entre elles étaient des rencontres violentes avec blessés et tués côté péruviens, mais dont le bilan humain Mashco-Piro est inconnu. De son côté, le ministère de l'Agriculture estime que les concessions légales, et l'essai de faire coexister ces activités et la présence des Mashco Piro évitent les conflits plus nombreux qu'entraineraient des activités et exploitations illégales.
Plusieurs des compagnies exploitant le bois de la région bénéficie du label environnemental FSC du Forest Stewardship Council. Cependant, en 2024, suite à des incidents meurtriers, une firme d'exploitation du bois perd sa certification FSC du après que deux de ses bûcherons ont été tués par des Mashco-Piro et deux disparus en juillet 2024. L'exploitation se situait près de la réserve Madre de Dios et de la rivière Pariamanú, dans l'espace d'extension de la réserve votée en 2016 mais non appliquée.
Face à l'incapacité des autorités péruviennes à protéger des peuples isolés de son territoire, en décembre 2024, la Commission interaméricaine des droits de l'homme accuse le Pérou de violer le droit des Mashco Piro et deux autres peuples à s'isoler volontairement et à initier le contact, et à bénéficier de la protection de leur territoire.